# Kathedrale der Unbefleckten Empfängnis (Ternopil)

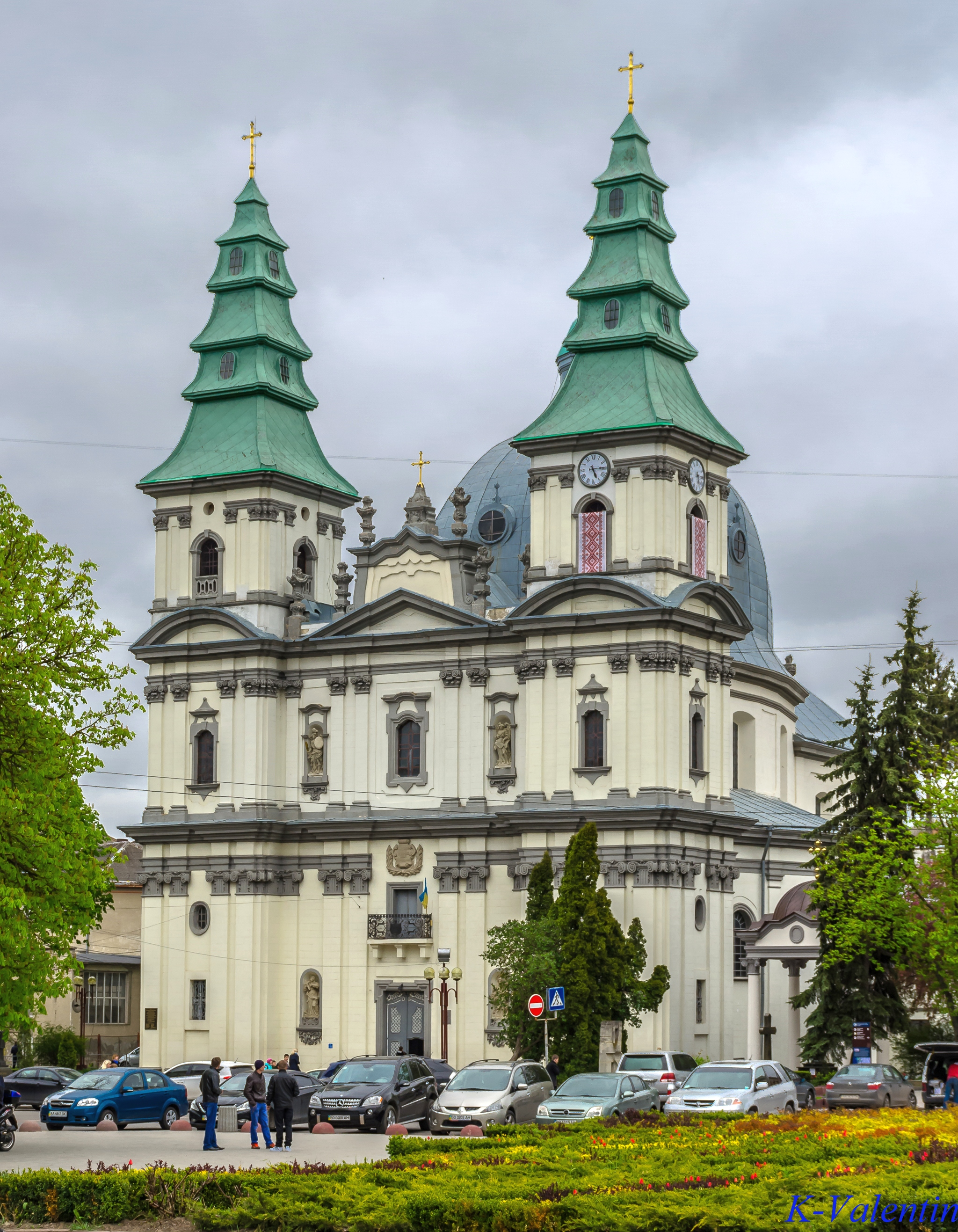
Kathedrale der Unbefleckten Empfängnis (2015)

Die Kathedrale der Unbefleckten Empfängnis der Heiligen Jungfrau Maria (ukrainisch Собор Непорочного Зачаття Пресвятої Богородиці) ist eine spätbarocke Kathedrale der Ukrainischen griechisch-katholischen Kirche in Ternopil. Sie gehört zur Erzeparchie Ternopil-Sboriw.

## Geschichte
1749 wurde, wie aus der Gründungsurkunde des damaligen Herrn von Ternopil, Józef Potocki hervorgeht, ein Platz für den Bau einer Dominikanerkirche an der Ecke der Stadtmauer reserviert. August Fryderyk Moszyński war der Architekt. Sobald der Bau fertiggestellt war, übergab Potocki das Gebäude den Dominikanermönchen, die zusätzlich jährlich 6000 Złoty für die Instandhaltung erhielten. Sie wurde in den Jahren 1749 bis 1779  erbaut, die Anbauten wurden jedoch auch später fortgesetzt. Die Kirche war damals nach Vinzenz Ferrer benannt.
In Dokumenten aus den Jahren 1753–1755 wird erwähnt, dass der Bau weiterhin von Potockis Enkeln Franciszek, Józef und Piotr finanziert wurde. Die Gesamtschätzung der Kosten der Arbeiten belief sich auf 120.000 Złoty. Das Gebäude war aus behauenem Sandstein im Barockstil erbaut und mit Schnitzereien und Steinskulpturen verziert. Daran grenzte ein Klostergelände, das einen architektonischen Komplex bildete. Innerhalb dieses Komplexes wurde ein italienischer Innenhof errichtet. Das Gebäude wurde von Künstlern des Spätbarock aus Lwiw, Stanislaw Strojinskyj und seinem Schüler Jusef Chojnyzkyj, ausgemalt. Die Fresken stellten die wichtigsten Ereignisse in der Geschichte des Dominikanerordens dar. Im Gebäude gab es mehrere Altäre, darunter von Thekla von Ikonium und Maria Magdalena.

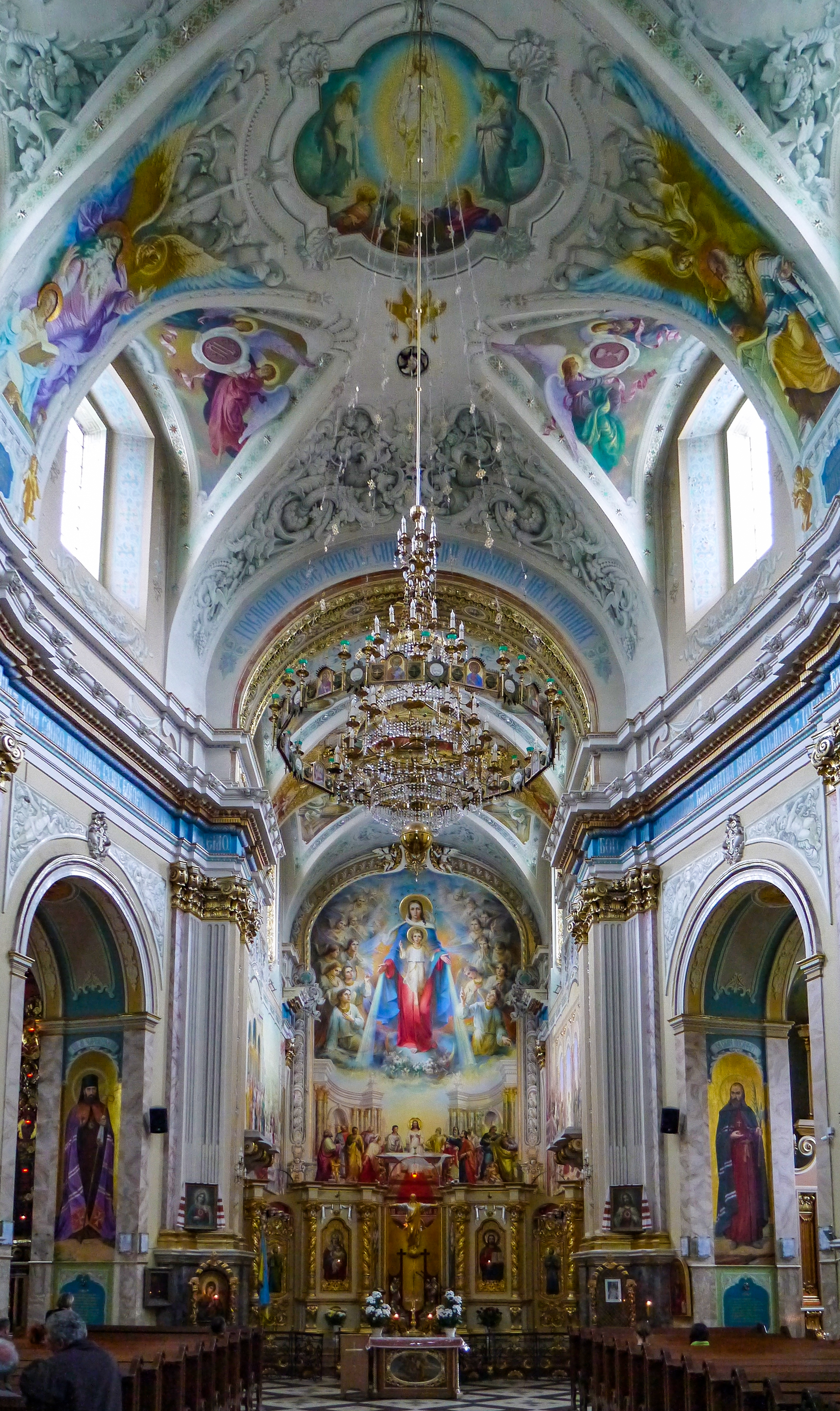
Innenbereich

In der ersten Hälfte des 19. Jahrhunderts gehörte das Gebäude Jesuitenmönchen, die auf dem Klostergelände ein Kollegium eröffneten. Bald übernahmen die Dominikanermönche den Kreuzgang zurück und restaurierten die verfallene katholische Kirche. Insbesondere bauten sie anstelle der alten eine neue Kuppel, restaurierten die ursprünglichen Fresken, verzierten die Wände mit neuen Gemälden und installierten die Orgel und zusätzliche Altäre. In den Jahren 1908 bis 1910 wurde die Kathedrale elektrifiziert und restauriert.
Während des Feldzugs der Roten Armee im Jahr 1939 erlitt die Kathedrale erhebliche Schäden. Sie geriet durch eine Kanonenkugel in Brand, wodurch der Gold- und Silberschmuck schmolz und die Fresken und das Dach beschädigt wurden. Das Bild der „traurigen Gottesmutter“ wurde von Vertretern der sowjetischen Behörden in ein russisches Museum gebracht. Während des Zweiten Weltkriegs war das Gebäude ein Lazarett für im Kampf verwundete deutsche Soldaten und es wurde zusammen mit dem Rest der Stadt schwer zerstört. Das Gebäude wurde 1957 vollständig wiederhergestellt. In der Sowjetzeit wurden die Räumlichkeiten als Gemäldegalerie genutzt. Durch die Umwandlung der Kathedrale in eine Galerie wurden die Fresken endgültig zerstört.
Ende des 20. Jahrhunderts wurde die Kathedrale wieder in Betrieb genommen. Am 7. Juni 1992 verkündete Bischof Mychajlo Sabryha, der von der Synode in Rom zurückgekehrt war, die neu gegründeten Erzeparchien, darunter auch die Erzeparchie Ternopil. Sie ging an die griechisch-katholische Gemeinde von Ternopil über und wurde in Kathedrale der Unbefleckten Empfängnis der Heiligen Jungfrau Maria umbenannt. Seit Oktober 1993 trägt sie den Titel einer Erzkathedrale. Sie ist ein Symbol von Ternopils Altstadt, das wichtigste architektonische Wahrzeichen von Ternopil und ein Denkmal von nationaler Bedeutung in der Ukraine. In der Kathedrale ist das Staatsarchiv der Oblast Ternopil untergebracht.